# Mecanografia
Mecanografia é a arte de adquirir ou transcrever informação através de cartões perfurados ao qual incumbe os elementos alfabéticos ou cifrados em cartões especiais ou sobre fitas de papel.
Mecanografia também pode se referir aos trabalhos de cálculo industrial ou comercial com a ajuda de máquinas contábeis, tais como impressora fiscal.